# Truncatellina callicratis
Truncatellina callicratis is een slakkensoort uit de familie van de Vertiginidae. De wetenschappelijke naam van de soort is voor het eerst geldig gepubliceerd in 1833 door Scacchi.